# Llawhaden
Llawhaden è un centro abitato del Galles, situato nella contea del Pembrokeshire.